# Мадениет (Келесский район)
Мадениет (каз. Мәдениет) — село в Келесском районе Туркестанской области Казахстана. Входит в состав Бирликского сельского округа. Код КАТО — 515445500.

## Население
В 1999 году население села составляло 122 человека (59 мужчин и 63 женщины). По данным переписи 2009 года, в селе проживало 115 человек (59 мужчин и 56 женщин).